# 川崎茂
川崎 茂（かわさき しげる）は、日本の総務官僚。総務省統計局長を経て、滋賀大学データサイエンス・AIイノベーション研究推進センター特別招聘教授、日本統計学会会長、国際公的統計協会（IAOS）会長、国連統計委員会議長、日本統計協会理事長等を歴任。

## 人物・経歴
1975年東京大学工学部卒業、総理府入庁。1978年国際連合統計局出向。総務庁統計局総務課総括課長補佐を経て、1989年総務庁統計局統計情報課共同利用データベース企画官。1990年総務庁統計センター管理部情報処理課長。1992年総務庁統計局統計情報課長。1994年総務庁行政管理局管理官。1996年総務庁統計局統計調査部国勢統計課長。1997年総務庁統計局総務課長。
2000年総務庁長官官房高齢社会対策室長。2001年内閣府参事官（総合企画調整総括担当）（政策統括官（総合企画調整担当）付）。2002年総務省人事・恩給局総務課長。2003年総務省大臣官房参事官。2004年総務省大臣官房政策評価審議官兼電気通信事業紛争処理委員会事務局長。2005年総務省人事・恩給局次長。2007年総務省統計局長。
2011年統計研修所長。2012年日本大学経済学部教授。2013年総務省統計委員会委員。
2014年国際公的統計協会（IAOS）会長。2017年日本大学経済学部特任教授。
2019年日本統計学会会長。2022年滋賀大学データサイエンス・AIイノベーション研究推進センター特別招聘教授。2023年日本統計協会理事長。